# Roller Hockey Africa Club Championship 1993
Il Roller Hockey Africa Club Championship 1993 è stata la 1ª edizione del Roller Hockey Africa Club Championship di hockey su pista.

La manifestazione è stata organizzata dall'African Confederation of Roller Sports.

Il trofeo è stato conquistato dall'Estrela Vermelha per la 1ª volta nella sua storia.

## Squadre partecipanti
| Club             | Nazione   | Città          | Qualificazione |
| ---------------- | --------- | -------------- | -------------- |
| ACPP Pretoria    | Sudafrica | Pretoria       |                |
| Cape Town        | Sudafrica | Città del Capo |                |
| El Zamalek       | Egitto    | Giza           |                |
| ENAMA Viana      | Angola    | Viana          |                |
| Estrela Vermelha | Mozambico | Maputo         |                |
| Port Said        | Egitto    | Porto Said     |                |

## Risultati
| Data | Incontri                          | Risultati |
| ---- | --------------------------------- | --------- |
| 1993 | Estrela Vermelha - Enama de Viana | 3 - 2     |
| 1993 | ACP Pretoria - Cape Town          | 9 - 1     |
| 1993 | Estrela Vermelha - Port Said      | 12 - 0    |
| 1993 | Estrela Vermelha - Cape Town      | 23 - 0    |

|  | Squadra          | PT | G | V | N | P | RFT | RST | diff. |
|  | ---------------- | -- | - | - | - | - | --- | --- | ----- |
|  | Estrela Vermelha | 0  | 0 | 0 | 0 | 0 | 0   | 0   | 0     |
|  | ENAMA Viana      | 0  | 0 | 0 | 0 | 0 | 0   | 0   | 0     |
|  | ACPP Pretoria    | 0  | 0 | 0 | 0 | 0 | 0   | 0   | 0     |
|  | Port Said        | 0  | 0 | 0 | 0 | 0 | 0   | 0   | 0     |
|  | El Zamalek       | 0  | 0 | 0 | 0 | 0 | 0   | 0   | 0     |
|  | Cape Town        | 0  | 0 | 0 | 0 | 0 | 0   | 0   | 0     |

## Campioni
| Vincitore del Roller Hockey Africa Club Championship 1993 |
| --------------------------------------------------------- |
| GD Estrela Vermelha 1º titolo                             |